# Donna amante mia/Ripensando alla Freccia del Sud
Donna amante mia/Ripensando alla Freccia del Sud è un singolo del cantautore italiano Umberto Tozzi, pubblicato su vinile a 45 giri nel 1976.
Le due canzoni sono state estratte dall'album Donna amante mia dello stesso anno.
Questo 45 giri può essere considerato a tutti gli effetti il primo lavoro solista di Tozzi, che fino ad allora era stato membro del gruppo La Strana Società.